# Dvin
Dvin (armenisch Դվին), andere Umschriften Dwin, Duin, bis ins 19. Jahrhundert Dowin (Duvin), ist eine Ruinenstätte in der zentralarmenischen Provinz Ararat mit den Resten einer Anfang des 4. Jahrhunderts gegründeten und bis ins 13. Jahrhundert existierenden Stadt, die bis zum 9. Jahrhundert die Hauptstadt und das religiöse Zentrum Armeniens war. Der an der Stelle einer seit der Frühbronzezeit (um 3000 v. Chr.) bestehenden Siedlung gegründete Ort war zunächst der Gouverneurssitz des zum Sassanidenreich gehörenden Persarmenien und blieb ab 640 unter arabischer Vorherrschaft die Hauptstadt der Provinz Arminiya. Nachdem Armenien wieder ein Königreich geworden war, verlegte König Aschot III. 961 seine Residenz in das weiter westlich gelegene Ani.
Von etwa 480 bis 893 war Dvin Sitz des Katholikos der Armenisch-Apostolischen Kirche. Im 6. Jahrhundert fanden in Dvin zwei für die Armenische Kirche richtungsweisende Konzile statt. Bei einem schweren Erdbeben Ende 893 wurden die Kathedrale, der Palast des Katholikos und des Fürsten sowie praktisch die gesamte Wohnstadt zerstört. Der Katholikos Georg (877–897) verlagerte daraufhin seinen Amtssitz nach Swartnoz. Dvin erholte sich vom Erdbeben und blieb auch im 10. Jahrhundert ein bedeutendes wirtschaftliches Zentrum, das günstig an internationalen Handelsrouten gelegen war. Nach der mongolischen Invasion von 1236 wurde die Stadt aufgegeben.
Die zwischen 450 und 485 erbaute und 572 zerstörte erste Kathedrale des heiligen Gregor (Surb Grigor) war die größte Kirche des mittelalterlichen Armenien. Der Anfang des 7. Jahrhunderts vollendete Nachfolgebau wurde als Kuppelbasilika mit drei halbrunden Konchen errichtet. Zur 400 Hektar großen Siedlungsfläche gehörte ein vom religiösen Bereich um die Kathedrale getrennter, befestigter Zitadellenhügel mit der politischen Verwaltung.

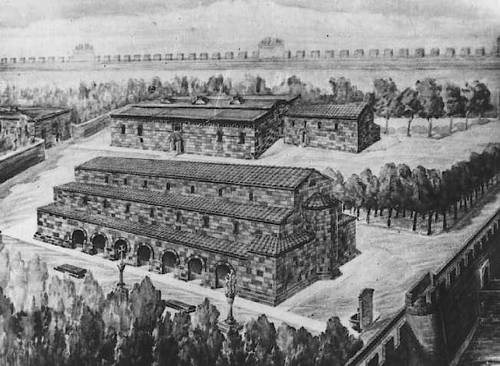
Die Rekonstruktionszeichnung zeigt den ummauerten Kirchenbezirk von Südosten. Im Vordergrund die erste Kathedrale, dahinter der Neubau des Katholikos-Palastes und rechts davon die einschiffige Kirche.

## Lage
Koordinaten: 40° 0′ 16,9″ N, 44° 34′ 45″ O
Dvin liegt inmitten einer fruchtbaren, intensiv landwirtschaftlich genutzten und dicht besiedelten Ebene im Tal des Aras auf 937 Metern Höhe südlich der Landeshauptstadt Jerewan und rund 10 Kilometer nordöstlich der Provinzhaupt Artaschat. Von Artaschat an der Schnellstraße M2 führt eine Landstraße zunächst in nordwestlicher Richtung durch die Vororte Mrgavan und Berkanusch. Dort zweigt die Landstraße H9 nach Nordosten ab. Von der nächsten Abzweigung hinter dem Dorf Aygestan rechts nach Süden – 5,5 Kilometer ab Berkanusch – ist nach einem Kilometer das Dorf Hnaberd zu erreichen, an dessen Ostrand sich die Ruinenstätte befindet. An der Abzweigung geradeaus anstatt nach rechts endet die H9 zwei Kilometer weiter im heutigen Dorf Dvin. Der von einem Metallzaun umgebene Siedlungshügel der Ausgrabungsstätte erhebt sich 30 Meter über die flache Ebene und ist praktisch die einzige, nicht landwirtschaftlich genutzte oder überbaute Fläche der Gegend. Neben Weintrauben gedeihen Obstbäume, Gemüse und Getreide. Östlich von Dvin geht die Ebene in niedrige Hügel über, Ausläufer der bis zu 3597 Meter hohen Geghama-Bergkette (Geghama lehr).
In der Landgemeinde Dvin lebten im Januar 2008 nach der amtlichen Statistik 2838 Einwohner. Im angrenzenden Ort Verin Dvin mit 2205 Einwohnern bilden die armenischen Assyrer (Neuostaramäisch-Sprecher) den überwiegenden Anteil und zugleich die größte Gruppe in Armenien. In Hnaberd direkt westlich der Ausgrabungsstätte waren es 649 Einwohner im Jahr 2008. Im Süden grenzt Verin Artaschat (4462 Einwohner) an das Ausgrabungsgelände. Vom Zitadellenhügel ist im Osten jenseits einiger Felder Noraschen (3450 Einwohnern) zu sehen.

## Geschichte
Wie Dvin in vorchristlicher Zeit hieß, ist nicht bekannt. Der armenische Historiker Faustus erwähnte in seinem Werk zur armenischen Geschichte im 5. Jahrhundert den Ortsnamen Dowin. Sein Zeitgenosse Moses von Choren leitete den Namen vom mittelpersischen Wort für „Hügel“ (duwīn) ab, eine Etymologie, die bis heute genannt und zugleich in Frage gestellt wird. Spätere Autoren wie der Historiker Samuel Anetsi (Samuel von Ani) im 12. Jahrhundert verwendeten die Schreibweise Dvin.

### Altertum

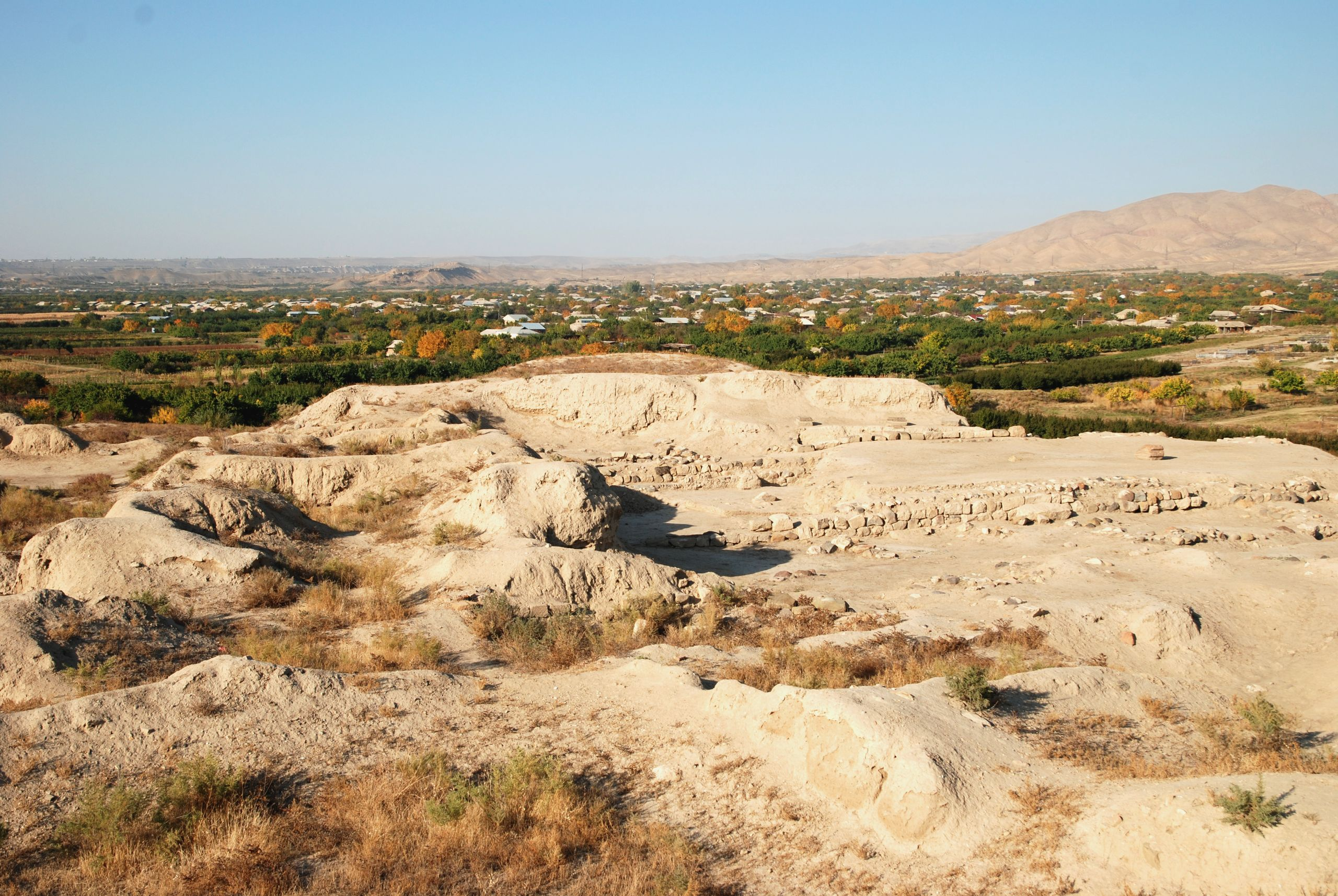
Vom nördlichen Ende des Zitadellenhügels über das Dorf Dvin.

Die ältesten Siedlungsspuren in der Umgebung stammen aus der frühen Bronzezeit und stehen mit gleichartigen Funden der Kura-Araxes-Kultur im 3. Jahrtausend v. Chr. unter anderem von Mezamor, Schengawit und Mokhra Blur in Verbindung. Dvin gehörte zu einem dichten Netz von aus Lehmziegeln erbauten landwirtschaftlichen Siedlungen im Ararat-Tal und auf den armenischen Hochebenen. Als Phalli erkennbare, senkrecht aufgestellte Steinidole verweisen auf einen Fruchtbarkeitskult. In der späten Bronzezeit wurde eine Festung erbaut, deren Mauern aus mächtigen, im Verband verlegten Steinquadern bestanden. In Dvin und Mezamor gab es eine ummauerte Oberstadt, in der sich der Palast und der Tempel befanden und die von einer Nekropole umgeben war. In der Eisenzeit im 1. Jahrtausend v. Chr. erweiterten die Urartäer die befestigte Stadt, die zu einem Handelsposten und einer bedeutenden Festung in der Ararat-Ebene geworden war. In beiden Städten fand man Kultplätze mit rechteckigen Opfertischen aus gebranntem Ton, an denen offensichtlich eine ewige Flamme gebrannt hatte und mit Reliefs, auf denen Götterfiguren abgebildet waren. Ein Opferaltar aus Dvin zeigt in der Mitte der obersten Reihe einen Stierkopf, darunter eine Reihe stilisierter Tierfiguren und ganz unten miteinander verbundene Halbkreise.
Als die hellenistisch beeinflussten Artaxiden in der ersten Hälfte des 2. Jahrhunderts v. Chr. ihre Hauptstadt in Artaxata (Artaschat) eingerichtet hatten, gab es auch in Dvin eine kleinere hellenistische Siedlung. Bedeutend wurde Dvin erst im 4. Jahrhundert n. Chr., nachdem sich das Flussbett des Aras (vermutlich waren es mehrere Flussarme) bei Artaxata verändert hatte. 335 verlegte der arsakidische König Chosrau II. Kodak (Chosrau II. der Kleine, reg. 330–338) die Hauptstadt von Artaxata nach Dvin. Ein Grund für die Verlegung war möglicherweise, dass der König näher an seinem Jagdgebiet in den angrenzenden Bergwäldern residieren wollte. Er soll einen Jagdpark (altpersisch paridaida) angelegt haben. Der heutige waldreiche Nationalpark östlich von Dvin trägt den Namen Chosraus, der den Wald seinerzeit erweitern und unter Schutz stellen ließ. Sein Nachfolger Tiran lebte ebenfalls in der Festung von Dvin.
Im Jahr 387 teilten der römische Kaiser Theodosius I. (reg. 379–394) und der sassanidische Großkönig Schapur III. (reg. 383–388) das armenische Reich unter sich auf. Dvin fiel an das sassanidisch kontrollierte Gebiet Persarmenien. Nach einem missglückten Aufstand gegen die Großmacht wurde der letzte arsakidische Monarch Artasches VI. 428 abgesetzt und die Sassaniden verwalteten von nun an die ostarmenische Provinz als eines ihrer Marzbanate und machten Dvin zu dessen Hauptstadt. Der 430 eingesetzte persische Gouverneur (Satrap) mit dem Titel Marzban befehligte die Armee und außerdem einen Großteil der zivilen Verwaltung einschließlich Besteuerung, Justizwesen und den religiösen Angelegenheiten. Auch Mitglieder armenischer Adelsfamilien (Nacharare) konnten dieses Amt übernehmen, in welchem praktisch die Kontrolle über ganz Persarmenien zentralisiert war. Eine solche, erstmals eingeführte Zentralverwaltung konkurrierte mit den Vorrechten der regional herrschenden Nachararen. Von besonderer Bedeutung war das in Dvin eingerichtete Verwaltungsarchiv des Landes. Hier wurden die Positionen der ängstlich um ihren Einfluss besorgten Adligen gelistet, deren Bedeutung historisch begründbar gemacht und so für spätere Zeiten zementiert. Gemäß dieser Aufstellung konnte außerdem der sassanidische Großkönig das entsprechende militärische Aufgebot von den lokalen Verwaltern anfordern.

### Frühchristliche Zeit

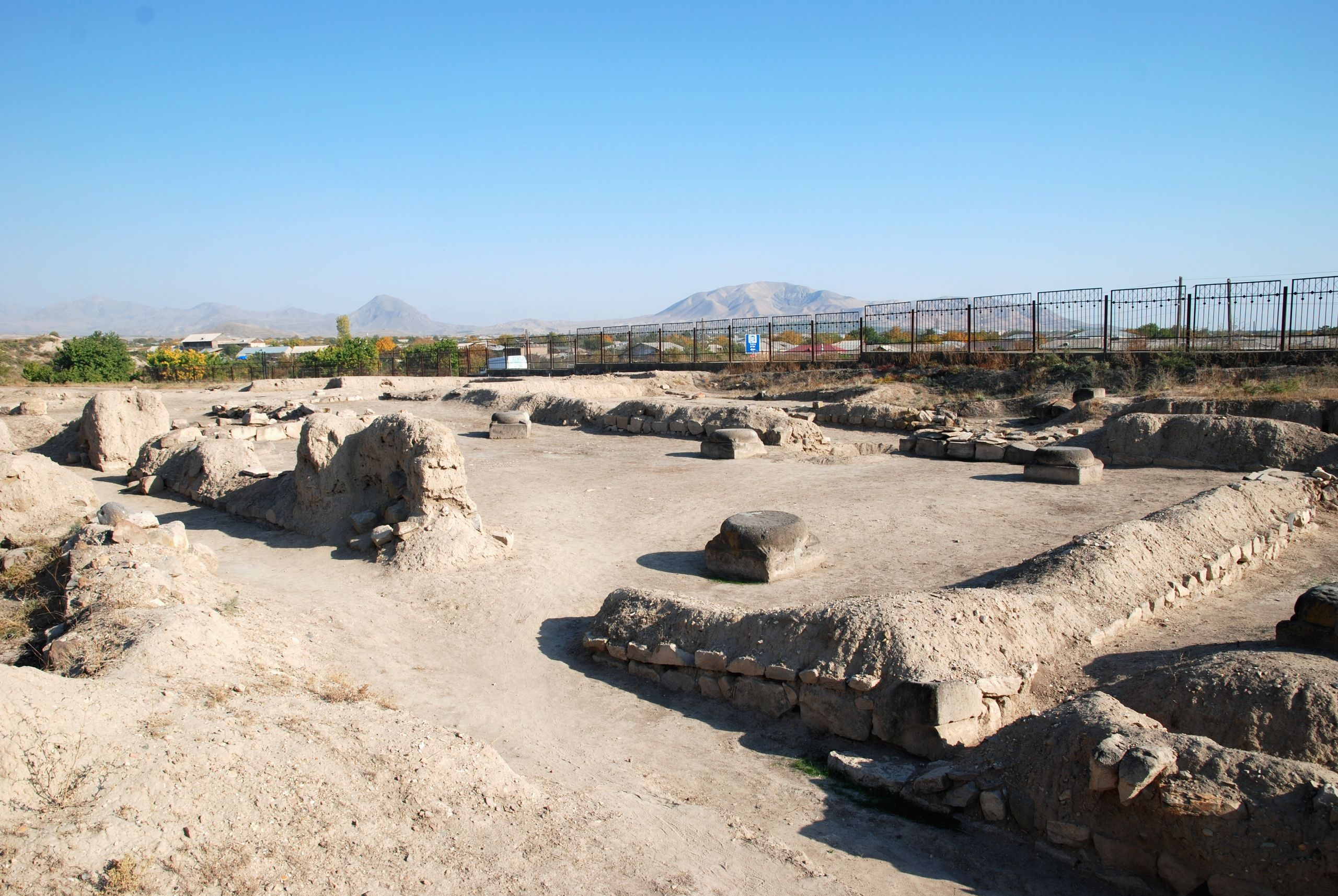
Erster Palast des Katholikos von Südwesten. Im 5. Jahrhundert erbaut, zerstört um 572.

Den spärlichen Quellen zufolge scheint die Religionspolitik der Sassaniden im 5. Jahrhundert keinen großen Einfluss auf die Stadt selbst gehabt zu haben, obwohl Großkönig Yazdegerd II. (reg. 438/439–457) die Armenier durch Zwangsbekehrungen zum Zoroastrismus gegen sich aufbrachte. Der sassanidische Herrscher zeigte wenig Toleranz gegenüber den armenischen Christen. Wegen dieser Unterdrückungspolitik kam es 451 unter der Führung Wardan Mamikonjans zur Schlacht von Avarayr, die für die Aufständischen mit einer Niederlage endete.
Gut 30 Jahre lang herrschte allgemeines Chaos, weil die armenischen Adelsfamilien untereinander in Anhänger der Byzantiner und der Sassaniden gespalten waren. Selbst innerhalb der großen Dynastien, namentlich unter den Mamikonjan und Siuni, kam es zu Zerwürfnissen und einige Gegner der Sassaniden zogen los, um zoroastrische Feuertempel zu zerstören. Der innerfamiliäre Nachfolger des 451 in der Schlacht gefallenen Vartan, Wahan Mamikonjan, wurde 485 zum Marzpan ernannt und die armenischen Fürsten erhielten eine weitgehende Autonomie in der Verwaltung und Religionsfreiheit, die ihnen vom Sassanidenkönig Balasch (reg. 484–488) zugesichert wurde.
461, in den 470er Jahren oder erst 485 wurde der Hauptsitz der Armenischen Kirche von der bisherigen königlichen Hauptstadt Wagharschapat (Etschmiadsin) nach Dvin verlagert. Das noch vor Wagharschapat erste religiöses Zentrum war Aschtischat in der westarmenischen Provinz Taron (heute osttürkische Provinz Muş), das 484 zugunsten von Dvin aufgegeben wurde. Damit entstand die bis heute auf dem Ruinenfeld erkennbare Zweiteilung der Stadt: Der Amtssitz des Katholikos befand sich neben der Georgskirche in der Ebene in einiger Entfernung von der Akropolis auf dem Hügel, wo die von den Sassaniden eingesetzte weltliche Regierung herrschte.
Auch wenn es immer wieder zu Spannungen zwischen dem armenischen Katholikos und seinem persischen Gegenspieler, dem Oberpriester (mogpet) der zoroastrischen Magier kam, blieb die armenische Kirchenleitung während der persischen Vorherrschaft und bis zum 9. Jahrhundert in Dvin. Perser errichteten Feuertempel, während nach historischen Quellen zwischen 450 und 485 die erste Kathedrale erbaut wurde. Zum Kirchenbesitz gehörte eine gut ausgestattete Verwaltung mit einem Archiv, das sich zum geistigen Zentrum der armenischen Kirche entwickelte. Einen weiteren Aufstand 572 führten die Armenier diesmal mit byzantinischer Hilfe gegen Dvin aus. Der Angriff wurde schnell zurückgeschlagen, aber der persische Marzpan Suren kam dabei ums Leben. Als Strafe für diesen Aufstand zerstörten die Perser die erste Kathedrale.
Die politische Frontenbildung in Armenien zwischen den beiden Großmächten hing mit der religiösen Auseinandersetzung bei der Formierung der Armenisch-Apostolischen Kirche im 5. und 6. Jahrhundert zusammen. Die Armenier waren bei den Konzilen von Nicäa (325), Konstantinopel (381) und Ephesos (431) anwesend und hatten die Beschlüsse akzeptiert. Das Konzil von Chalcedon 451 endete jedoch mit einem Schisma und führte zu einer Isolierung der Armenier, die nicht die in Chalkedon dogmatisch verankerte Gleichheit Christi als Gott und Mensch, sondern einen Monophysitismus vertraten. Auf der ersten Synode von Dvin 505/506 unter Katholikos Babgen I. von Otmus (amtierte 490–516) versuchten sich die Armenier mit einer Kompromissformel gemäß dem Henotikon zu behelfen, einem 482 vom oströmischen Kaiser Zenon erlassenen Edikt, dem beim Konzil 491 in Wagharschapat (Etschmiadsin) unter Babgen I. alle christlichen Gruppen in Transkaukasien zugestimmt hatten. Während also die Armenische Kirche Anfang des 6. Jahrhunderts noch mit den Beschlüssen von Chalkedon übereinstimmte, hatte sie sich bereits von der nestorianischen Persischen Kirche entfernt, die von der Lehre Theodor von Mopsuestias (um 350–428) geprägt war. In der zweiten Synode von Dvin lehnten die Armenier bei der ersten Sitzung 552/553 offiziell die Lehre von Chalkedon ab, ebenso bei der zweiten Sitzung am Palmsonntag, den 21. März 555 unter Katholikos Nerses II. von Aschtarak (amtierte 548–557), bei der sie ein weiteres Mal auch die gegnerische Position der Nestorianer verurteilten. Damit war die monophysitische Richtung der armenischen Kirche zementiert. Die zweite Synode von Dvin war für die Eigenständigkeit der Armenischen Kirche von so großer Bedeutung, dass in Abgrenzung zur byzantinischen Kirche ein armenischer Kirchenkalender eingeführt wurde, dessen Zählung 551 begann. Religionsgeschichtlich von Bedeutung sind ferner die Trennung von der Georgischen Kirche 608, die sich zur Orthodoxie von Chalkedon bekannte, und die Verurteilung der Paulikianer bei der Synode von Dvin 719. Die Paulikianer waren eine häretische Bewegung, die wegen ihrer ablehnenden Haltung gegenüber sämtlichen Kultpraktiken von allen christlichen Kirchen verfolgt wurde.
Im Jahr 591 überließen die Sassaniden große Teile Persarmeniens den Byzantinern. Dvin verblieb im von den Sassaniden kontrollierten Gebiet, die Stadt lag nun jedoch direkt an der politischen und damit der konfessionellen Grenze. Während der armenisch-apostolische Katholikos in Dvin residierte, etablierte sich in dem nur wenige Kilometer entfernten Awan (heute ein Stadtteil von Jerewan) mit byzantinischer Unterstützung ein der chalkedonischen Lehre verpflichteter Antikatholikos namens Hovhannes Bagavanetsi. In dessen Amtszeit von 590/591 bis 603 fällt der Bau der dortigen Kathedrale.
In zwei nachfolgenden Auseinandersetzungen eroberten die Byzantiner kurzfristig die Stadt: Kaiser Heraklios (reg. 610–641) im Jahr 623 und Konstans II. (reg.641–668) im Jahr 652/3. Letzterer Einfall war bereits gegen die Araber gerichtet, die in den 630er Jahren das Sassanidenreich und zum ersten Mal 640 Dvin erobert hatten. Dies berichtet der Historiker Sebeos, der vermutlich im 7. Jahrhundert lebte und mit einem Bischof identisch sein könnte, der 645 an einem Konzil in Dvin teilgenommen hatte. Beim zweiten Überfall der Araber 642 wurden nach Sebeos und nach Hovhannes, der von 898 bis 929 Katholikos war, 12.000 Einwohner der Stadt umgebracht und 35.000 in die Sklaverei entführt. Der byzantinische Kommandant Smbat ergab sich den Truppen des muslimischen Kalifen Umar und sagte Tributzahlungen zu. 654 übernahm sein Nachfolger Uthman die Führung der arabischen Herrscher.

### Mittelalter
Der Statthalter (vostikan) in Dvin war der Stellvertreter des Kalifen von Bagdad. Die Stadt wurde in der Praxis durch die arabischen Stammesführer kontrolliert, die sich im armenischen Hochland niedergelassen hatten. Mit dem arabischen Namen Dabil blieb Dvin die Hauptstadt des nördlichen arabischen Verwaltungsbezirks Arminiya, bis es während der Herrschaft des Kalifen Hārūn ar-Raschīd (reg. 786–809) aus strategischen Gründen notwendig schien, die Hauptstadt 789 weiter nördlich nach Partaw (aserbaidschanisch Bərdə) zu verlagern. Dvin wurde die zweite Hauptstadt der arabischen Provinz Arminiya und blieb ein bedeutendes Handelszentrum an der Seidenstraße. Als solches wurde die Stadt vom griechischen Historiker Prokopius (um 500 – um 562) und im 10. Jahrhundert von mehreren arabischen Geografen erwähnt. In der zweiten Hälfte des 7. Jahrhunderts beschrieb der armenische Gelehrte Anania Schirakatsi (um 610–685), der die letzten beiden Jahrzehnte seines Lebens in Dvin verbrachte, in seinem Reisetagebuch (Mghonachapk) sechs Routen, die von Dvin in verschiedene Weltgegenden führten.
In den auf die Verlegung der Hauptstadt folgenden rund 200 Jahren kam es zu gelegentlichen Eroberungen und Plünderungen durch rivalisierende arabische, kurdische und turkische Volksgruppen sowie durch armenische Adelsfamilien, dennoch war die arabische Oberherrschaft für Dvin eine relativ friedliche und wirtschaftlich erfolgreiche Zeit. Als die Bagratiden im 9. Jahrhundert die Vorherrschaft über die armenischen Dynastien erlangten, nahmen sie sich die Eroberung Dvins zum Ziel, das sie unter König Aschot I. (reg. 884–890) erreichten.
In der zweiten Hälfte des 9. Jahrhunderts wurde Dvin von mindestens fünf schweren Erdbeben getroffen. Das erste Erdbeben dieser Serie 851 kostete nach einer Chronik von 1860 mindestens 12.000 Menschenleben. Die folgenden Erdbeben ereigneten sich in den Jahren 858, 863 und 869, wobei für 869 die Opferzahl wiederum mit 12.000 angegeben wird. Die bei weitem verheerendsten Schäden richtete das Erdbeben von 893 an, bei dem nach Angaben des Zeitzeugen Thovma (Thomas) Arcruni 70.000 der rund 100.000 Einwohner Dvins ums Leben kamen und die gesamte Stadt einschließlich der Kathedrale, der Residenz des Katholikos, des Fürstenpalastes und der Stadtmauer zerstört wurde. An der Stelle der Kathedrale wurden später Gebäude aus Ziegeln errichtet.
Der Katholikos Georg (Gevorg, 877–897) verlagerte daraufhin seinen Amtssitz nach Swartnoz in der Nachbarschaft von Etschmiadsin. Der nächste schwere Schlag für Dvin war die Eroberung durch den aserbaidschanischen Emir Afschin († 901) wenig später, der die Stadt in ein Militärlager verwandelte. Die aserbaidschanischen Saddschiden unter Emir Yusuf (reg. 901–928) kämpften von hier gegen den armenischen König Smbat I. (reg. 890–912), der gefasst und von Yusuf in Dvin umgebracht wurde. Es folgten Kämpfe zwischen Bagratiden und Arabern um die Stadt. 951 fiel Dvin in die Hände der kurdischen Herrscherfamilie der Schaddadiden, die ein eigenes Emirat gründete. Nachdem Aschot III. (reg. 953–977) vergeblich versucht hatte, Dvin zurückzuerobern, verlagerten die Armenier ihre Hauptstadt 961 weiter westlich nach Ani.
Ein großer Teil des Fernhandels war mit in die neue armenische Hauptstadt umgezogen, dennoch blieb Dvin seiner zentralen Lage wegen auch noch im 10. Jahrhundert ein Wirtschaftszentrum. 1045 eroberten die Byzantiner Dvin von den armenischen Bagratiden, um schon 1064 das Gebiet an die in mehreren Wellen vordringenden Seldschuken zu verlieren. Da sich die Stadt rechtzeitig unterwarf, wurde bei der Eroberung wenig zerstört. Die von den Seldschuken zu Statthaltern ernannten Schaddadiden-Fürsten regieren mit Unterbrechungen bis 1173. Danach beherrschten der georgische König Giorgi III. (reg. 1156–1184) für eine kurze Zeit und von 1201 bis 1203 die georgische Königin Tamar (reg. 1184–1213) die Stadt. Tamar nutzte Dvin als Winterresidenz. Erstmals seit Aschot I. 300 Jahre zuvor regierte Anfang des 13. Jahrhunderts mit dem Zakariden-Fürstentum wieder eine armenische Adelsfamilie bis zur Invasion der Mongolen 1236. Dvin wurde letztmals vollständig zerstört und später nicht wieder aufgebaut.

## Stadtbild

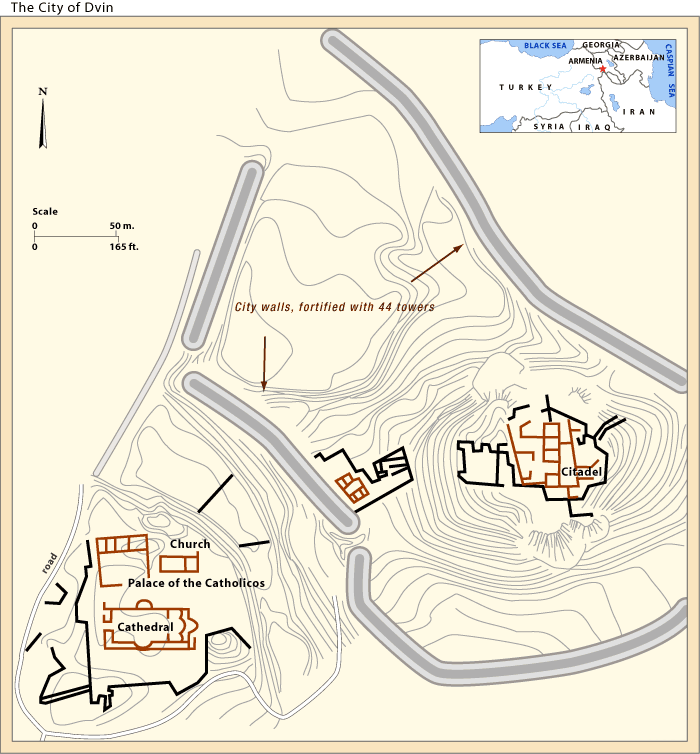
Plan der frühchristlichen Stadt

Die mittelalterliche Stadt erstreckte sich über eine Fläche von 400 Hektar, der innere Stadtbereich entspricht dem Grabungsgelände in der Form eines etwa gleichseitigen Dreiecks. Der Weg vom Eingang im Südwesten des umzäunten Bereichs führt direkt zu den freigelegten Mauerresten der Kathedrale und zu den beiden Palastruinen des Katholikos. Östlich davon befindet sich in einem eingeschossigen Gebäude ein Museum, das eine kleine Sammlung von Steinreliefs, glasierter Keramik, Plänen und Rekonstruktionszeichnungen enthält, sowie ein Lagerraum für die jüngeren Grabungsfunde. Weiter östlich nahm die Zitadelle die Kuppe des flachen Hügels ein. Der Zitadellenhügel war von einer Festungsmauer und einem Wallgraben umgeben. Das Zentrum der Stadt im Südwesten besaß zu seinem Schutz einen eigenen Mauerring.
Dvin wurde erstmals in den Jahren ab 1900 von Khatchik Dadyan, einem Mönch und Amateurarchäologen ausgegraben, der seine Funde nicht besonders zuverlässig aufzeichnete. Als Josef Strzygowski im Herbst 1913 den Ort besuchte, fand er von der Gregor-Kathedrale nur die teilweise freigelegten äußeren Grundmauern und im Innern einen Schutthaufen vor. Umfangreiche Ausgrabungen nahm 1937 bis 1939 Varazdat Harutyunyan vor, der seine Ergebnisse erst seit 1947 in Jerewan publizierte. Seit den 1950er Jahren fanden wiederholt Ausgrabungen statt. Die jüngsten Ausgrabungen wie die von 2009 durch die University of California konzentrieren sich auf den Zitadellenhügel.

### Erste Kathedrale
Am Beginn der Christianisierung wurden, bevor die für die armenische Architektur charakteristischen Zentralkuppelbauten entstanden, die ersten Gotteshäuser als Saalkirchen oder dreischiffige Basiliken erbaut. Josef Strzygowski hatte in seiner Entwicklungstheorie der armenischen Kirchenbautypen 1918 noch Tetrakonchen, die nach seiner Meinung aus Zentralasien und dem Iran stammen sollten, an den Anfang gestellt. Die einschiffigen Kirchen benötigten nach den Erfordernissen der anfänglichen Liturgie keine Apsisnebenräume, die später als Prothesis (Aufbewahrungsraum der Toten) und Diakonikon (Priesterraum) zum architektonischen Standardprogramm wurden. Die frühesten erhaltenen, ungefähr datierbaren, armenischen Kirchen sind Basiliken aus dem 5. und 6. Jahrhundert. Beispiele sind die Basilika von Jereruk (Yererouk) bei Anipemza (Provinz Schirak, an der türkischen Grenze) und die Basilika von Aparan (damals Kasagh), beide aus dem 5. oder 6. Jahrhundert. Die armenischen Basiliken besitzen grundsätzlich Pfeiler, keine Säulen, um das erhöhte Tonnengewölbe des Mittelschiffs zu tragen. Der älteste Bau der Basilika von Jeghward aus dem 5. Jahrhundert war vermutlich mit einer Holzbalkenkonstruktion gedeckt, die später bei einem Umbau im 7. Jahrhundert durch massivere Pfeiler und Tonnengewölbe ersetzt wurde. Im Osten endeten die Seitenschiffe in Jeghward in kleinen halbrunden Apsiden, also noch ohne seitliche Nebenräume, vergleichbar mit dem Ostabschluss der ersten Kathedrale von Dvin.
Nach den historischen Quellen beauftragte Fürst Wardan Mamikonjan 450 in Dwin an der Stelle eines Tempels und vermutlich einer älteren Kirche den Bau einer Basilika, die möglicherweise die erste Kathedrale und mit der Grundfläche von 30,4 × 58,1 Metern an den Außenseiten das größte armenische Gebäude war. Vardan ließ den vorher an dieser Stelle gestandenen persischen Tempel aus dem 3. Jahrhundert zerstören und aus denselben Steinquadern die Kirche errichten. Der 461 nach Dvin gekommene Katholikos Giwt residierte bis 471 hier. In seine Amtszeit fällt vermutlich die Ausführung des Baus. Weitere Aus- und Anbauten gehen vermutlich auf den ab 485 regierenden Wahan Mamikonjan zurück.
Nach den freigelegten Fundamenten und Mauerresten wurde eine Basilika mit sieben kreuzförmigen Pfeilern in jeder Reihe und einer mit drei Wandflächen über die Ostfassade hinausragenden, innen hufeisenförmigen Apsis rekonstruiert. Je zwei Eingänge befanden sich in den Längsseiten und ein Eingang in der Westseite. Schmale Nebenräume parallel zur Ostwand waren von den Seitenschiffen zugänglich. Die Ostwand ragte mit den Nebenräumen seitlich über die Längswände hinaus und schloss mit einem Arkadengang ab, der die drei übrigen Seiten umgab. Querliegende Nebenräume sind außerdem von Jereruk, der Kathedrale von Etschmiadsin und der Tekor-Basilika bekannt. Die Arkadengänge endeten im Osten an in die Wand eingetieften halbrunden Nischen, während die vergleichbaren Nischen bei der Basilika von Jeghward im Innern des Kirchenschiffs lagen. Vermutlich gehörten die östlichen Nebenräume und die umlaufende Galerie zu den Baumaßnahmen unter Wahan Mamikonjan, wobei die schmalen inneren Wände der Nebenräume seitlich der Apsis dafür sprechen, dass die Erweiterung von Anfang an eingeplant war.
Das gesamte Gebäude stand auf einem dreistufigen Sockel. Wie die erste Basilika gedeckt war, ist nicht bekannt. 572 zerstörten die Sassaniden die Kirche. Von ihrem Bauschmuck blieb nur die Basis eines Pilasters mit einem Wulst, auf dem eine unterbrochene Linie eingeritzt ist, erhalten.

### Zweite Kathedrale

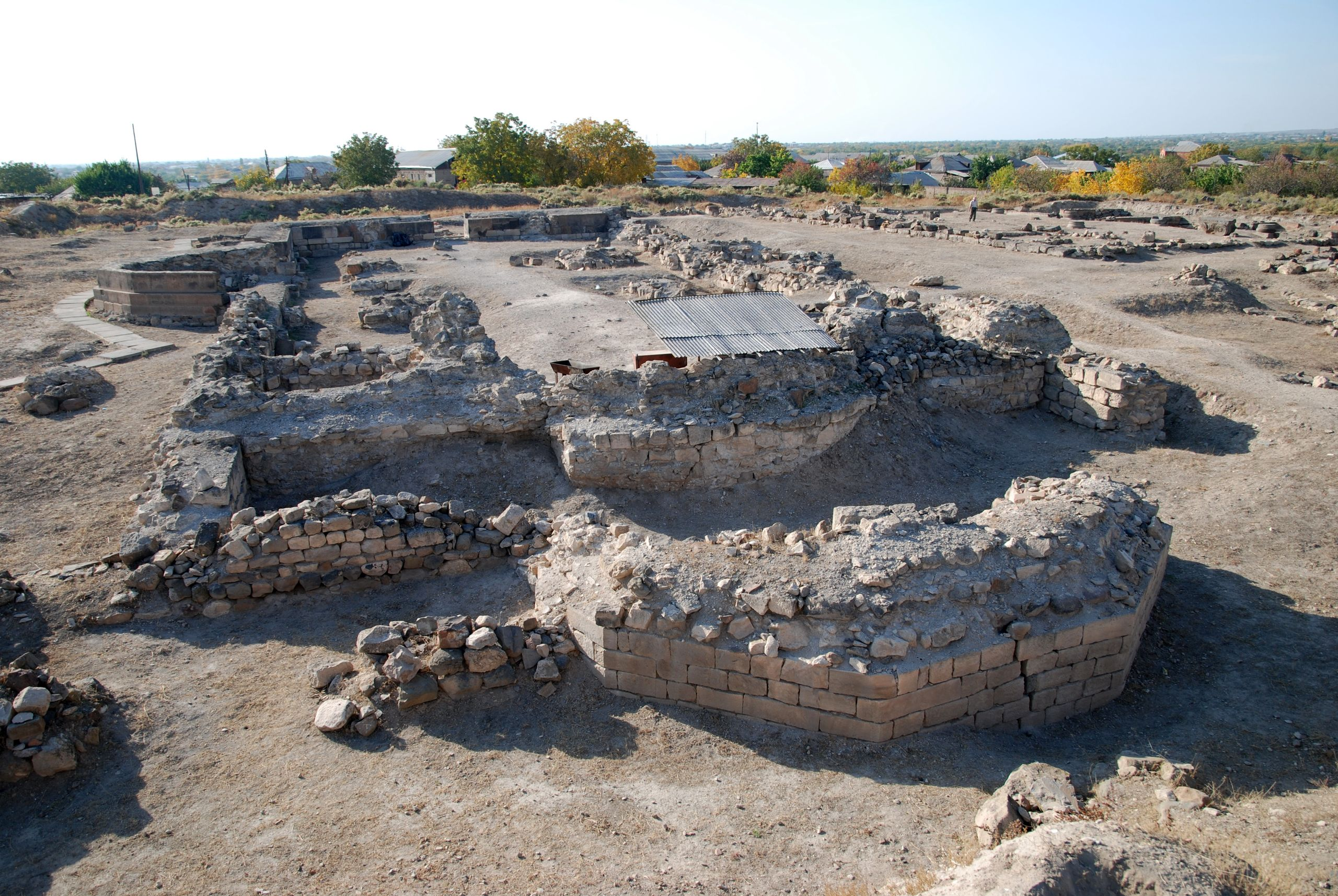
Im Vordergrund die Ostapsis der ersten Kathedrale, dahinter die Ostapsis der kürzeren zweiten Kathedrale. Rechts im Hintergrund der zweite Palast des Katholikos.

Nach der Zerstörung der ersten Kathedrale ließen der mächtig auftretende armenische Fürst Smbat Bagratuni und der neu gewählte Katholikos Abraham I. (607/8–615), der ein drei Jahre lang unbesetztes Amt übernommen hatte, gegen die Einwände der sassanidischen Machthaber eine neue Basilika errichten. Die Kirche wurde unter Katholikos Komitas fertiggestellt, der von 615 bis 628 im Amt war. Sie überlebte die arabische Eroberung Armeniens 640/642 und fiel beim Erdbeben 893/894 zusammen.
Die ältesten armenischen Zentralbauten sind aus dem 5. Jahrhundert bekannt. Ihr quadratischer, von einer Kuppel mit einem dazwischen geschalteten Tambour überdeckter Baukörper wurde zur Grundform der armenischen Zentralkuppelkirchen. Neben dem sich unmittelbar auf die Außenwände (Johanneskirche von Mastara, 7. Jahrhundert) oder die Innenecken eines kreuzförmigen Baus (Lmbatavank, 7. Jahrhundert) stützenden Tambours entwickelte sich der von Gurtbögen über den Pfeilern einer Vierung getragene Tambour. Diese Konstruktion wurde Ende des 5. Jahrhunderts an der Kathedrale von Etschmiadsin verwendet und danach erst wieder an der Theodoros-Kirche von Bagaran in der ersten Hälfte des 7. Jahrhunderts.
Aus der Verbindung von dreischiffiger Basilika und Vierpfeilerbau ergibt sich die Kuppelbasilika oder längsgerichtete Kreuzkuppelkirche nach dem Vorbild der Tekor-Basilika und der 623–640 entstandenen Kathedrale von Mren. Die Kuppelbasilika wurde in Dvin und auch in anderen Fällen durch den Umbau einer älteren Basilika verwirklicht, wobei in der Regel zwei Pfeiler in jeder Säulenreihe verstärkt werden mussten, um als Unterkonstruktion für den Kuppelaufbau zu dienen. Die Kathedrale von Odsun aus der zweiten Hälfte des 6. Jahrhunderts wurde von Anbeginn in dieser Form gebaut. Eine armenische Besonderheit sind längsgerichtete einschiffige Kuppelhallen (Wandpfeilerkirchen) wie die Kathedrale von Arutsch, die Kirche von Ptghni und die Thaddäuskirche von Ddmaschen, alle aus dem 7. Jahrhundert.
Erweiterungen durch aus den Seitenwänden hervortretende Konchen führten in der sogenannten goldenen Zeit des armenischen Kirchenbaus im 7. Jahrhundert zu den als Klassiker geltenden Kathedralen von Talin und zur zweiten Kathedrale von Dvin, die als ältester Vertreter dieses Typs gilt. Bei ihr wurde das vorhandene Fundament teilweise belassen und darüber ein etwas verkleinerter, völlig neuer Bautyp errichtet. Im Unterschied zu den geraden Längswänden von Tekor und Mren ragen in Dvin und Talin halbrunde, außen polygonale Konchen aus den Längswänden heraus. Der so entstandene Trikonchos stellt eine prinzipiell statisch befriedigende Lösung dar, um die seitlichen Schubkräfte im Bereich der Kuppel nicht nur über die Längswände abzuleiten.
Die zweite Kathedrale übernahm im Wesentlichen die Längswände und die Westwand vom Vorgängerbau, die Länge bis zur Ostwand mit der wiederum dreiseitig herausragenden Apsis war um etwa acht Meter verkürzt. Die Länge des Kirchenschiffs innen betrug bis in das Apsisrund 48,3 Meter. Vier neue, mittig angeordnete Pfeiler trugen Tambour und Kuppel; die in diesem Bereich über die Längswände ragenden Konchen reichten bis zur Außengrenze des ehemaligen Arkadengangs. Von diesem Bau ist ebenso wenig wie von der ersten Basilika erhalten. Es gibt Hinweise auf zwei Fußbodenniveaus mit einem Höhenunterschied von 90 Zentimetern. Die Apsis war mit einem Mosaik der Maria mit Kind ausgestaltet.

### Einschiffige Kirche

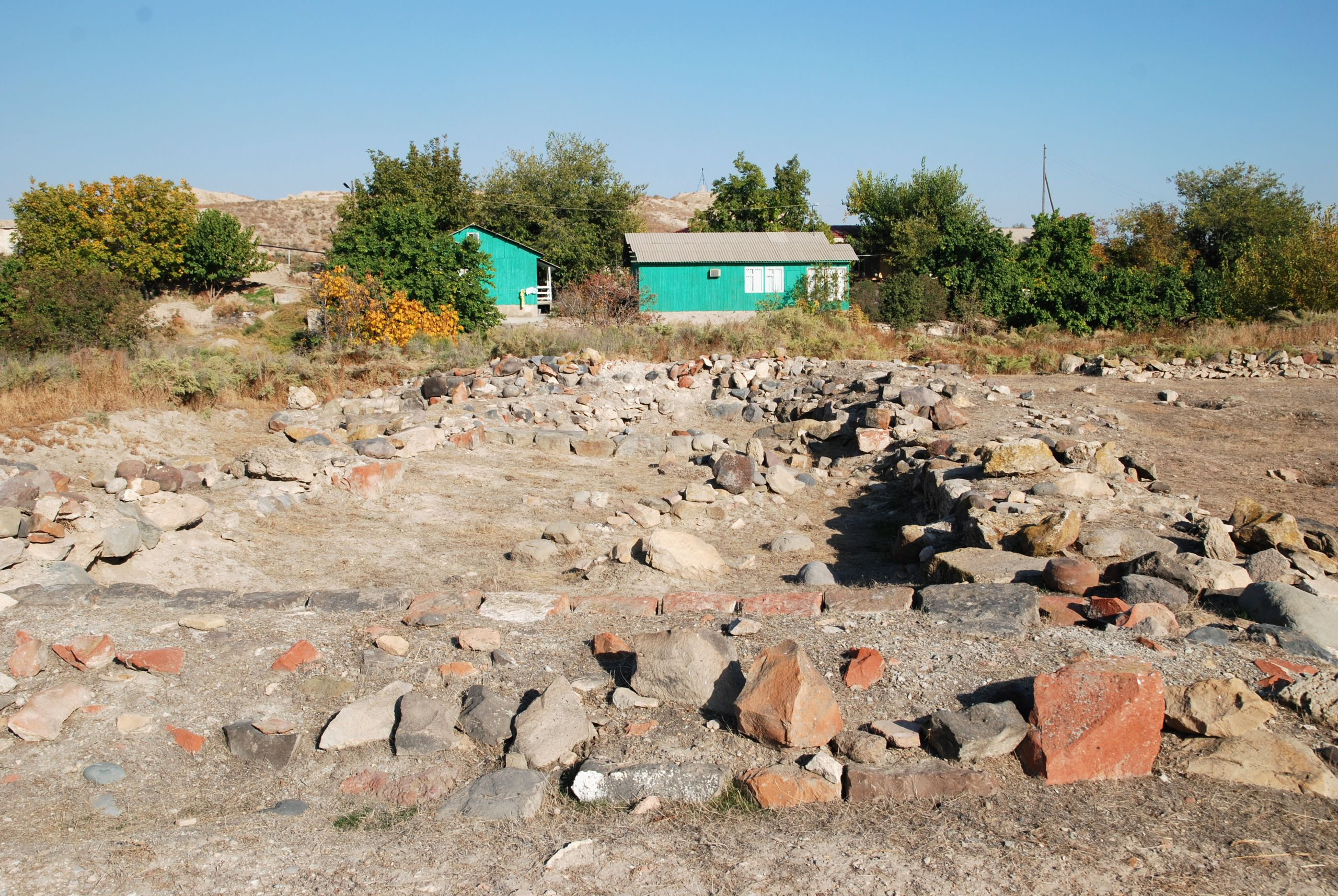
Einschiffige Kirche von Westen

Nördlich der Kathedrale sind das Fundament und einige Mauersteine einer einschiffigen Kirche mit den Außenmaßen von 24,5 × 10,7 Metern erkennbar, die wie die Kathedrale über dem Tempel einer altarmenischen Gottheit errichtet wurde. Gemäß dem Historiker und Katholikos Johannes (Hovhannes, um 840 – um 930) von Draschanakert nahe Dvin ließ der von 548 bis 557 amtierende Katholikos Nerses II. von Bagrewand ein Martyrion für den christlichen Perser Iazdbuzib (Yiztbuzit) kurz nach dessen Märtyrertod 553 erbauen. Der Name des Heiligen, Iazdbuzib, bedeutet „von Gott erlöst“.
Die Mauerreste wurden 1937 und 1988 freigelegt und untersucht, jedoch nicht gesichert und sind heute teilweise überdeckt. Die mit rund zwei Metern ungewöhnlich starken Wände trugen ein Tonnengewölbe, das durch drei Gurtbögen gegliedert war, die an den Wänden in Pilaster übergingen. An den Längswänden sind noch Reste der Pilasterbasen zu erkennen. Die Altarapsis lag innerhalb der geraden Ostwand. Je ein Eingang befand sich in der Nord- und Westwand. An der Nordseite wurde die Ostwand durch einen angebauten rechteckigen Nebenraum ohne Apsis verlängert. Es ist unklar, ob es in seiner Fluchtlinie eine Galerie entlang der Nordwand gab.

### Paläste des Katholikos

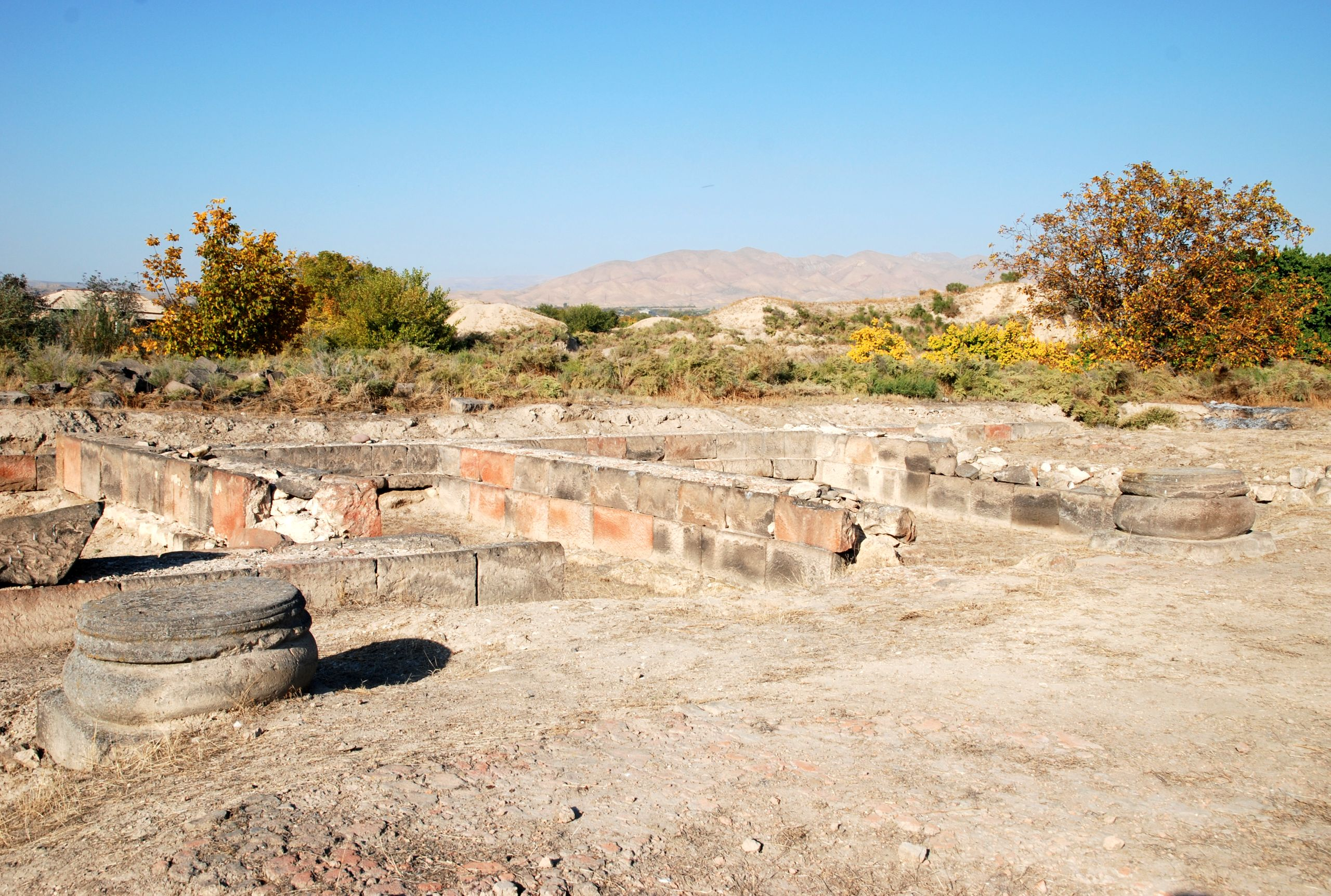
Zweiter Palast des Katholikos. Nebenräume an der Nordseite.

Der Palast des Katholikos aus dem 7. Jahrhundert befand sich westlich der einschiffigen Kirche nahe der nördlichen Längswand der Kathedrale. Er wurde vermutlich unter Katholikos Nerses III. (641–661) errichtet, nachdem der Vorgängerbau des 5. und 6. Jahrhunderts, der im Südwesten der Kathedrale lag, 572 zerstört worden war. Auf Nerses III. (genannt „der Erbauer“) geht auch die Gründung der Kathedrale von Swartnoz zurück.

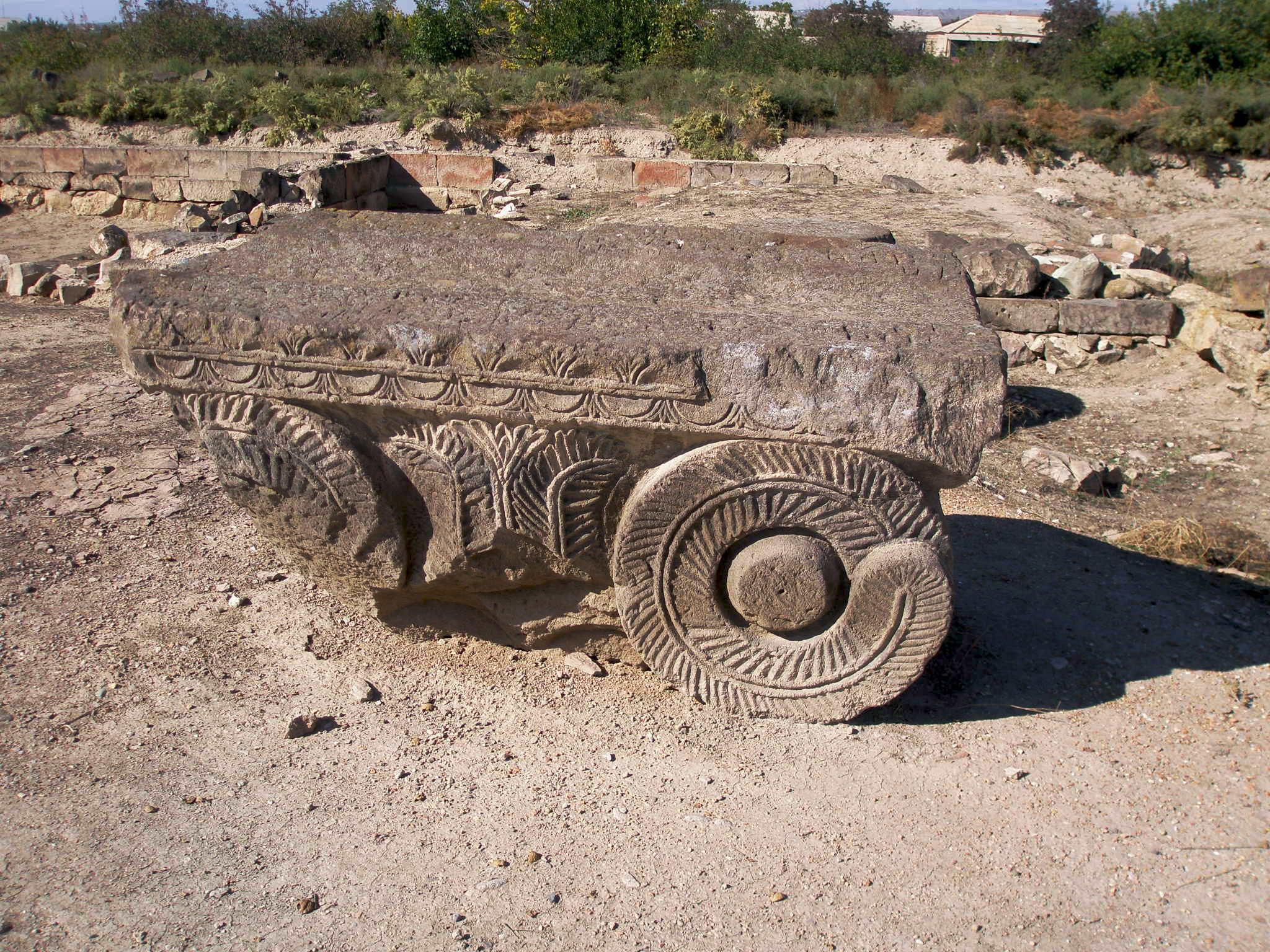
In der Ausgrabung des zweiten Katholikos-Palastes aufgestelltes Kapitell

Eine zentrale Halle von 11,4 × 26,7 Metern war an beiden Längsseiten von kleineren Räumen umgeben. Rekonstruktionszeichnungen zeigen eine dreischiffige Säulenhalle mit vier Säulen in jeder Reihe, die zwischen sich drei quadratische Deckenfelder stützten. Gefunden wurden Bruchstücke mächtiger Steinkapitelle und Basen, die Säulen selbst waren aus Holz. Vermutlich lagen auf den Säulen Holzbalken und die Deckenfelder waren durch ein hölzernes Kraggewölbe (armenisch hazaraschen) mit einer Rauchöffnung (jerdik) in der Mitte geschlossen, wie es bis ins 20. Jahrhundert für den ländlichen armenischen Wohnhaustyp (glchatun) charakteristisch war. Die quadratischen Deckenfelder sind mögliche Vorbilder für die ab dem 10. Jahrhundert häufig den Kirchen im Westen angefügten Gawite. Grundplan und Dachkonstruktion ähnelten dem Palast Grigor Mamikonjans in Arutsch, der ein Nachbau wenige Jahre später desselben Architekten gewesen sein könnte.
Das einzige in Dvin erhaltene Kapitell könnte ebenfalls als Vorbild für die beiden in Arutsch ausgegrabenen Kapitelle gedient haben. Die schweren seitlichen Trommeln des Kapitells tragen hier wie dort an den Stirnseiten Reliefs mit Rosetten aus eingerollten Palmblättern. In ihrer äußeren Form entsprechen die Kapitelle der ionischen Ordnung, die Ornamentierung zeigt dagegen einen armenischen Ursprung. Das Profil der Säulenbasen verweist auf eine attische Herkunft.
Der Katholikos-Palast des 5. Jahrhunderts im Südwesten der Kathedrale bestand aus einer Säulenhalle mit vier Säulenpaaren, an dessen Längsseiten sich eine Reihe mit fünf Nebenräumen anschloss. An der Ostseite des Raums befand sich ein erhöhtes Podium für den Thron des Katholikos. Die Wände bestanden aus ungebrannten Lehmziegeln. Die mächtigen steinernen Säulen trugen ein Holzdach. Der Palast brannte ab.

### Zitadelle

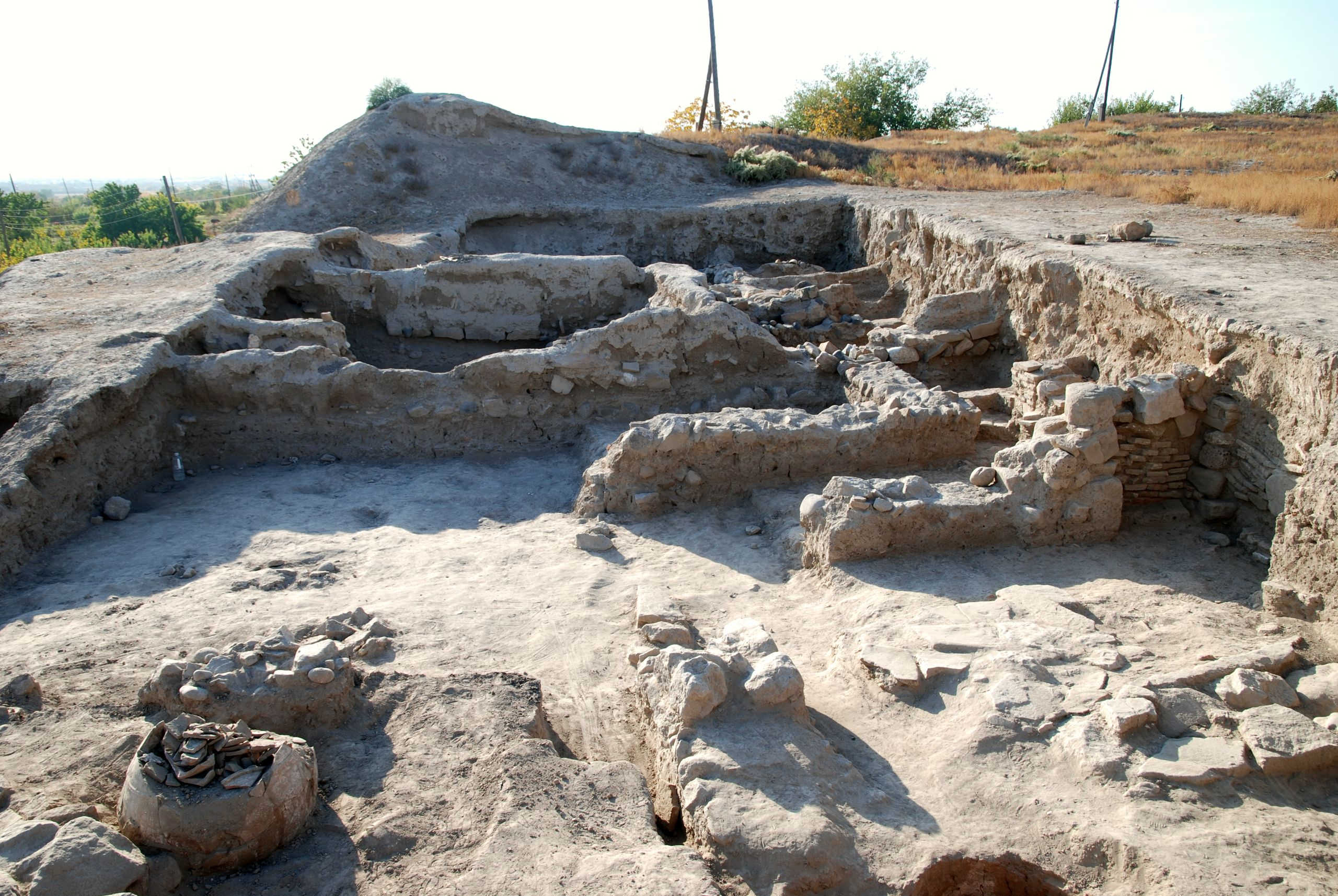
Ausgrabung am Südhang des Zitadellenhügels, 2013

Der seit der Frühbronzezeit besiedelte Zitadellenhügel ist ein rund 30 Meter hoher Tell im Osten der Kirchenstadt. Von den vier Toren in der mittelalterlichen Umfassungsmauer führten Verkehrswege nach Ani im Westen, Tiflis im Norden, Südarmenien und nach den Randgebieten im Osten. Neben dem mit Kalk- und Tuffsteinen gemauerten Regierungssitz gab es hier eine große Zahl von Wohngebäuden und Werkstätten, die überwiegend aus gebrannten Lehmziegeln oder Feldstein-Lehmmauern errichtet waren. König Chosrau ließ 335 seinen Palast in der Mitte des Hügels errichten. Er bestand aus einem zweigeschossigen Gebäude mit der Küche, Nebenräumen und den Kammern der Bediensteten im Erdgeschoss. Dort lag auch ein für Männer und Frauen getrenntes römisches Bad. Im Obergeschoss befand sich ein Empfangssaal und der Wohnbereich des Herrschers. Die Wände waren zweischalig aus Tuffsteinplatten mit einer Füllung aus Sand, Lehm und Steinen aufgebaut. Die mächtigen Umfassungsmauern aus luftgetrockneten Lehmziegeln auf Steinfundamenten wurden durch über 40 Rundtürme verstärkt, außen zusätzlich gesichert durch einen 30 bis 50 Meter breiten Wallgraben.
Möglicherweise wurde der Palast Chosraus Ende des 5. Jahrhunderts unter Vahan Mamikonean (reg. 485–503/510) zu einer dreischiffigen Basilika mit vier Säulenpaaren umgebaut, deren Fundamente 1959 bis 1961 ausgegraben wurden. Die Innenmaße betrugen 28,8 × 12,5 Meter. Das Mittelschiff war mit 7,1 Metern deutlich breiter als die Seitenschiffe mit 2,1 Metern Breite. Das Gebäude könnte als Kirche gedient haben, wofür die Orientierung in Ost-West-Richtung spricht.
Das kleinteilige, unübersichtliche Gelände besteht aus von der Witterung erodierten Lehmhügeln, verfüllten Grabungsfeldern und unausgegrabenen, mit Gestrüpp überwachsenen Flecken. Auf halbem Weg zwischen dem Museumsgebäude und der Hügelspitze steht in einem kleinen Ziegelgebäude eine Steintreppe mit einer Nische, die in sassanidischer Zeit für einen Feuerkult gedient haben soll und heute wie ein Tukh-Manuk-Schrein im lokalen Volksglauben verehrt wird.

## Funde

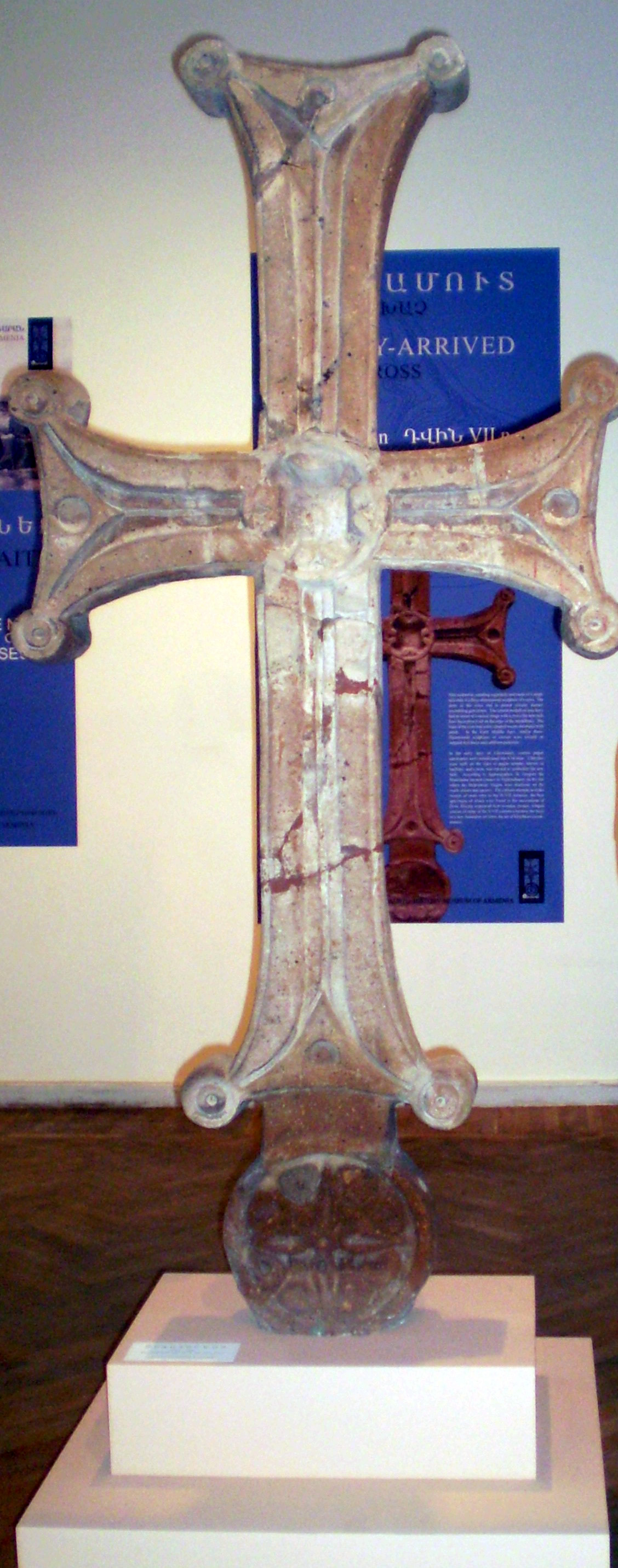
Einziges in Armenien aus frühchristlicher Zeit erhaltenes Steinkreuz.

In spätbronzezeitlichen Gräbern (2. bis Anfang 1. Jahrtausend v. Chr.) wurden Phalli aus Tuffstein mit etwa einem Meter Länge gefunden. Sie sind Sinnbilder für Fruchtbarkeit und die Kraft der Natur. Bei manchen ist die Spitze als männlicher Kopf gestaltet. Welche Bedeutung sie für den Totenkult hatten, ist unklar.
Die Handelsverbindungen Dvins haben sich in reichhaltigen Münzfunden aus allen Epochen der Stadt niedergeschlagen. Die meisten Objekte stammen aus dem Mittelalter: Schmuckstücke und Haushaltswaren aus Gold, Silber und Bronze sowie Keramiken mit Tierfiguren und Pflanzen. Eine glasierte Schale aus dem 11./12. Jahrhundert zeigt einen aufrecht stehenden Storch mit einer Schlange in seinem Schnabel, umgeben von einem grünlichen Rankenwerk. Das Motiv kommt in der armenischen Buchmalerei häufig vor und steht symbolisch für den Kampf zwischen Gut und Böse.
In Dvin und Garni wurden Vogelknochenflöten gefunden, die aus dem 5. Jahrhundert v. Chr. oder früher stammen und vermutlich von Viehhirten gespielt wurden. Sie gelten als Vorläufer der armenischen Hirtenflöte blul (sring).
Auf einer Glasvase aus dem 9. oder 10. Jahrhundert ist ein sitzender Musiker abgebildet, der ein Streichinstrument in einer der Violine ähnlichen Haltung spielt. Die Violine (armenisch djutak, dschutak) mit einem nach hinten geknickten Wirbelkasten könnte drei Saiten besitzen. Es handelt sich vermutlich um die älteste Abbildung eines mit dem Bogen gestrichenen Saiteninstruments. Ebenfalls aus Dvin stammt das Bild einer Spießgeige (kamantsche) auf einer Keramik derselben Zeit, die vermutlich einen Epensänger (gusan) zeigt.
Historischen Quellen zufolge soll um 640 in Dvin eine Sergiuskirche (Surb Sargis) erbaut worden sein, die sich nicht lokalisieren lässt. Funde von Kapitellen mit Rosetten und Korbflechtmustern, die ihr zugeordnet wurden, stammen wahrscheinlich von Gedenksäulen. Zwei vermutlich zu Stelen gehörende Kapitelle aus dem 5. bis 7. Jahrhundert zeigen in einem Medaillon ein rundplastisches Relief der Gottesgebärerin. Die schwer wirkenden Figuren aus Tuff haben ihre Vorläufer in den Figurenreliefs des römischen Tempels von Garni.
Aus Dvin stammt das einzige, aus der vorarabischen Zeit erhaltene, schlanke Steinkreuz, ein zwar in der armenischen Bildhauerkunst während des gesamten Mittelalters vorkommendes, aber seltenes Motiv. Einige bedeutende Keramik- und Skulpturenfunde werden im Historischen Museum in Jerewan ausgestellt.